# راما جويس
راما جويس (27 يوليو 1931 - 16 فبراير 2021) هو سياسي وقاضي هندي عمل كعضو في راجيا سابها، وحاكم ولايتي جارخاند وبيهار، ورئيس قضاة محكمة البنجاب وهاريانا العليا. كما كان محامياً بارزاً في المحكمة العليا في الهند.

## النشأة والتعليم
وُلد راما جويس من براهمين لأبوين ناراسيمها جويس ولاكشميديفاما في 27 يوليو 1931 في قرية أراغا شيفاموغا كارناتاكا الهند. درس في شيفاموجا وبنغالورو وحصل على درجات البكالوريوس ومنحته جامعة كوفيمبو درجة الدكتوراه الفخرية في القانون.

## المؤلف
هو كاتب ومؤرخ مشهور كتب عدة كتب عن قانون الخدمة، وقانون المثول أمام القضاء، والقانون الدستوري وما إلى ذلك. أشهر كتاب له من مجلدين بعنوان «التاريخ القانوني والدستوري للهند»، وكتاب مدرسي لدورة درجة القانون. كتابه الآخر المشهور هو «بذور القانون العام المودم في الفقه الهندي القديم». تشمل أعماله الأخرى «معركة قانونية تاريخية» و«دارما - الأخلاق العالمية» وما إلى ذلك، فإن وجهات نظره حول دارما ومانو سمريتي ذات قيمة هائلة، حيث تم تبسيطها لفهم الرجل العادي.

## روابط خارجية
- راما جويس، حاكم جهارخاند
- الموقع الرسمي